# Suphisellus neglectus
Suphisellus neglectus är en skalbaggsart som beskrevs av Young 1979. Suphisellus neglectus ingår i släktet Suphisellus och familjen grävdykare. Inga underarter finns listade i Catalogue of Life.